# Mount Powell
Mount Powell je s nadmořskou výškou 4 135 metrů nejvyšší horou pohoří Gore Range. Leží na severu Colorada, v severní části pohoří, v okresech Eagle County a Summit County.
Je součástí Jižních Skalnatých hor.